# Пономаренко Федот Миколайович
Федот Миколайович Пономаренко (7 листопада 1903, село Козарівка, тепер Черкаського району Черкаської області — ?) — радянський партійний та військовий діяч, секретар Ровенського та Ізмаїльського обласних комітетів КП(б)У.

## Біографія
Народився в бідній селянській родині.
З 1925 до 1927 року служив у Червоній армії.
Член ВКП(б) з 1928 року.
До листопада 1939 року — 2-й секретар Дніпродзержинського міського комітету КП(б)У Дніпропетровської області.
27 листопада 1939 — липень 1941 року — секретар Ровенського обласного комітету КП(б)У з пропаганди та агітації.
З липня 1941 року — в Червоній армії, учасник німецько-радянської війни. Брав участь у боях на Південно-Західному фронті в складі 10-ї танкової дивізії. Потім був евакуйований до міста Магнітогорська Челябінської області. З лютого 1943 року служив заступником начальника політичного відділу 36-ї гвардійської стрілецької дивізії 57-ї (7-ї гвардійської) армії. У 1944—1945 роках — заступник начальника політичного відділу 33-го гвардійського стрілецького корпусу 5-ї гвардійської армії. У 1945 році — начальник політичного відділу 9-ї гвардійської повітряно-десантної дивізії 33-го гвардійського стрілецького корпусу 5-ї гвардійської армії. Воював на Сталінградському, Воронезькому, Степовому, 2-му та 1-му Українському фронтах. З 1945 до серпня 1946 року — на військово-політичній роботі в 116-й гвардійській стрілецькій дивізії Центральної групи військ.
У жовтні (затв.) 1946 — 1947 року — секретар Ізмаїльського обласного комітету КП(б)У з пропаганди та агітації.
Подальша доля невідома.

## Звання
- гвардії майор
- гвардії підполковник
- гвардії полковник

## Нагороди та відзнаки
- Орден Червоного Прапора (19.09.1945)
- Орден Вітчизняної війни І ст. (16.02.1945)
- Орден Червоної Зірки (2.03.1944)
- Чехословацький воєнний хрест 1939 (Чехословаччина) (5.11.1945)
- медаль «За оборону Сталінграда»
- медаль «За бойові заслуги» (20.09.1943)
- медаль «За визволення Праги»
- медаль «За перемогу над Німеччиною у Великій Вітчизняній війні 1941—1945 рр.»
- медалі